# ŻKS Krosno
ŻKS Krosno – polski klub żużlowy z Krosna. W latach 1997–2001 brał udział w rozgrywkach ligowych. W późniejszym czasie przestał funkcjonować.

## Historia
Sport żużlowy w Krośnie postanowiono reaktywować w 1986 roku. W latach 1988–1996 w lidze startował KKŻ Krosno.
Od 1997 roku w lidze startowało ŻKS Krosno. Następnie przed sezonem 2002 ŻKS przestał istnieć, a w jego miejsce powstało KSŻ Krosno.

## Poszczególne sezony
| Sezon | Rozgrywki ligowe | Rozgrywki ligowe | Rozgrywki ligowe |
| Sezon | Liga             | Liga             | Miejsce          |
| ----- | ---------------- | ---------------- | ---------------- |
| 1997  | II               | II liga          | 9/11             |
| 1998  | II               | II liga          | 9/12             |
| 1999  | II               | II liga          | 9/13             |
| 2000  | III              | II liga          | 3/7              |
| 2001  | III              | II liga          | 3/7              |

| Poziom ligowy | Liczba sezonów | Sezony    |
| ------------- | -------------- | --------- |
| II            | 3              | 1997–1999 |
| III           | 2              | 2000–2001 |